# Kelemen Mikes
Kelemen Mikes (ur. 1690 w Zágon, zm. 1761 w Tekirdağ) – uczestnik powstania Rakoczego, szambelan Franciszka II Rakoczego, Sekler, pisarz węgierski.

## Kelemen Mikes
Kelemen Mikes urodził się w 1690 roku w miejscowości Zágon w Siedmiogrodzie. W 1707 roku przyłączył się do powstania księcia Franciszka II Rakoczego i wkrótce został szambelanem na jego dworze. Po klęsce swojego władcy udał się wraz z nim do Polski, a następnie do Francji.
Kelemen Mikes, przebywając we Francji, zainteresował się jansenizmem. 15 września 1717 roku razem ze swoim panem Franciszkiem II Rakoczym wyruszył z portu w Marsylii do Turcji. Węgrzy liczyli, że u boku sułtana będą mogli walczyć dalej przeciwko Habsburgom.
Imperium Osmańskie poniosło jednak klęskę w wojnie z Austriakami, a Węgrzy zostali skierowani do małej miejscowości Rodostó (Tekirdağ).
Mimo trudnej sytuacji Kelemen Mikes nadal wiernie służył swojemu władcy, aż do śmierci Rakoczego w 1735 roku. Następnie, jako wykonawca testamentu księcia, chronił jego majątek do czasu przyjazdu Józefa Rakoczego – syna zmarłego.
Po przybyciu Józefa Rakoczego, razem z nowym panem wziął udział w VII wojnie austriacko-tureckiej. Uczestniczył między innymi w oblężeniu austriackiej twierdzy Orszowa.
Po śmierci Józefa Rakoczego w 1738 roku, Kelemen Mikes wyruszył do Mołdawii, a następnie Wołoszczyzny.
W czerwcu 1740 roku wrócił ponownie do Rodostó. Zmarł w tym mieście w 1761 roku w wieku 71 lat.

## Listy z Turcji/Listy tureckie
Kelemen Mikes, po przybyciu do Imperium Osmańskiego, rozpoczął korespondencję z wyimaginowaną ciotką. Pisał nieprzerwanie od 1717 roku do 1758 roku. Relacjonował on swoje przeżycia, pisał jak wygląda życie w Imperium Osmańskim, dzielił się swoimi przemyśleniami na temat możliwości wyzwolenia Siedmiogrodu i przeprowadzenia w nim reform. Przedstawiał również swoje rozważania na temat historii, a także opisywał własne odczucia, wspominał rodzinne strony, przyrodę, krajobrazy i życie na dworach szlacheckich.
Duży wpływ na jego twórczość miał klasycyzm francuski, ale Kelemen Mikes nie kopiował tylko biernie wzorów z Zachodu, lecz udoskonalał je o elementy przynależne jego kulturze na przykład ludowe. Charakterystyczny był również nietypowy styl narracji, cechujący się niejednokrotnie sarkazmem oraz poczuciem humoru.